# Fabien Mazuer
Fabien Mazuer (17. března 1975 Soul, Jižní Korea - 10. února 1995 Francie) byl francouzský reprezentant ve sportovním lezení, bronzový medailista z Rock Masteru a juniorský mistr světa a Francie v lezení na obtížnost.
Na skály ho vzal v roce 1987 poprvé jeho o čtyři roky starší bratr Benjamin (ten se na světových závodech se objevil jen krátce v roce 1992 a 1994). Už v roce 1989 přelezl Fabien cestu Je grimpe, donc je suis obtížnosti 8a. Student technické školy, zemřel po autonehodě při rychlé jízdě v novém autě.
Heinz Zak a François Petit jej v knize Rock Stars popisují jako talentovaného, vtipného, hravého a skromného lezce, který žil tak trochu v oblacích a lezení pro něj bylo hrou. Díky své maximální síle a mimořádné pohyblivosti měl vybroušený lezecký styl a zlepšoval svou výdrž, lezl uvolněně, hravě, bez stresu a nenuceně.
Jeho přítel, spolulezec, spolužák a spolubydlící byl francouzský lezec François Petit, později i mistr světa v lezení na obtížnost. Střídavě spolu sdíleli titul juniorského mistra Francie.

## Výkony a ocenění
Patří k sedmnácti francouzským lezcům mezi hvězdami světového lezení, o kterých napsal Heinz Zak ve své knize Rock Stars z roku 1995.
- 1992-1994: na světovém poháru se ve třetím roce v celkovém hodnocení dostal ze šestnácté příčky na čtvrté místo
- 1993-1994: dvě nominace na prestižní mezinárodní závody Rock Master v italském Arcu, kde získal bronz
- 1995: druhý přelez cesty Superplafond, 8c+

### Závodní výsledky
| Arco Rock Master | Arco Rock Master | Arco Rock Master |
| Rok              | 1993             | 1994             |
| ---------------- | ---------------- | ---------------- |
| Obtížnost        | 7                | 3                |

| Mistrovství světa | Mistrovství světa |
| Rok               | 1993              |
| ----------------- | ----------------- |
| Obtížnost         | 13                |

| Světový pohár | Světový pohár      | Světový pohár                 | Světový pohár |
| Rok           | 1992               | 1993                          | 1994          |
| ------------- | ------------------ | ----------------------------- | ------------- |
| Obtížnost     | 16                 | 13                            | 4             |
| jednotlivě*   | 9-12,7,-,7,-,55-59 | 23-25,9-11,,12-13,45-49,33-36 | 16-20,,4-5,5  |

- poznámka: nalevo jsou poslední závody v roce

| Mistrovství světa juniorů | Mistrovství světa juniorů | Mistrovství světa juniorů |
| Rok                       | 1992 kat. A               | 1994 junioři              |
| ------------------------- | ------------------------- | ------------------------- |
| Obtížnost                 | 2                         | 1-2                       |

| Mistrovství Francie juniorů | Mistrovství Francie juniorů | Mistrovství Francie juniorů | Mistrovství Francie juniorů |
| Rok                         | 1987                        | 1991                        | 1992                        |
| --------------------------- | --------------------------- | --------------------------- | --------------------------- |
| Obtížnost                   | 1                           | 1                           | 1                           |

### Skalní lezení
- 1989: Je grimpe, donc je suis, 8a, Grenoble
- 1994: Maginot Line, 8b+/8c, Volx
- 1995: Superplafond, 8c+, Volx, druhý přelez
- OS přelezy cest do stupně 8a+